# Leonas de Ponce 2011
Questa voce raccoglie le informazioni riguardanti le Leonas de Ponce nella stagione 2011.

## Organigramma societario
Area direttiva
- Presidente: César Trabanco

Area tecnica
- Allenatore: Rafael Olzagasti

## Rosa
| N° | Nome                 | Ruolo | Data di nascita   | Nazionalità sportiva |
| -- | -------------------- | ----- | ----------------- | -------------------- |
| 1  | Natalia Valentín     | P     | 12 settembre 1989 | Porto Rico           |
| 2  | Willyaris Flores     | L     | -                 | Porto Rico           |
| 3  | Callie Rivers        | S     | -                 | Stati Uniti          |
| 5  | Leichelie Guzmán     | S     | 11 febbraio 1990  | Porto Rico           |
| 6  | Lisette Watts        | C     | -                 | Porto Rico           |
| 7  | Lindsay Fletemier    | C     | 9 marzo 1988      | Stati Uniti          |
| 8  | Paola Ampudia        | S/O   | 5 agosto 1988     | Colombia             |
| 9  | Stephanie de la Mata | P     | -                 | Porto Rico           |
| 10 | Angelica Padilla     | L     | -                 | Porto Rico           |
| 10 | Gyselis Irizarry     | C     | -                 | Porto Rico           |
| 11 | Legna Hernández      | S     | 18 luglio 1991    | Porto Rico           |
| 12 | Natalie Rodriguez    | P     | -                 | Porto Rico           |
| 12 | Keao Burdine         | S     | 2 gennaio 1983    | Stati Uniti          |
| 15 | Sarah Mendoza        | S     | 17 ottobre 1988   | Stati Uniti          |
| 15 | Melanie Pérez        | S     | -                 | Porto Rico           |
| 17 | Ana Rosa Luna        | C     | 16 marzo 1989     | Porto Rico           |